# 恩格尔维茨多夫
恩格尔维茨多夫是奥地利上奥地利州乌尔法尔城郊县的一个市镇。总面积41平方公里，总人口8416人，人口密度205.3人/平方公里（2011年）。